# Boels Rental Hills Classic
La Boels Rental Hills Classic és una cursa ciclista femenina d'un dia que es disputa anualment als Països Baixos des del 2004. Transcorre per les carreteres del Limburg.
Al llarg de la seva història ha tingut diferents noms, segons el seu patrocinador. Així se la conegut com a Holland Hills Classic (de 2006 a 2009), Valkenburg Hills Classic (el 2010), Parkhotel Rooding Classic (el 2011), Parkhotel Valkenburg Hills Classic (el 2012), i el nom actual a partir del 2013.

## Palmarès
| Any  | Vencedora            | Segona               | Tercera              |
| ---- | -------------------- | -------------------- | -------------------- |
| 2004 | Mirjam Melchers      | Leontien Van Moorsel | Arenda Grimberg      |
| 2005 | Anita Valen de Vries | Trixi Worrack        | Arenda Grimberg      |
| 2006 | Theresa Senff        | Marianne Vos         | Suzanne de Goede     |
| 2007 | Marianne Vos         | Susanne Ljungskog    | Andrea Graus         |
| 2008 | Larissa Kleinmann    | Elisabeth Braam      | Vera Koedooder       |
| 2009 | Marianne Vos         | Petra Dijkman        | Emma Johansson       |
| 2010 | Grace Verbeke        | Chantal Blaak        | Iris Slappendel      |
| 2011 | Marianne Vos         | Marieke van Wanroij  | Jessie Daams         |
| 2012 | Annemiek van Vleuten | Marianne Vos         | Sharon Laws          |
| 2013 | Ashleigh Moolman     | Annemiek van Vleuten | Elizabeth Armitstead |
| 2014 | Emma Johansson       | Eleonora van Dijk    | Amy Pieters          |
| 2015 | Elizabeth Armitstead | Emma Johansson       | Katarzyna Niewiadoma |
| 2016 | Elizabeth Armitstead | Annemiek van Vleuten | Ashleigh Moolman     |